# Breeders' Cup Juvenile
Groupe 1
La Breeders' Cup Juvenile est l'une des épreuves de la Breeders' Cup. 
Cette course s'adresse aux poulains (hongres et entiers) de 2 ans et se déroule sur la distance de 1 700 m sur le dirt (exceptionnellement 1 600 m en 1984, 1985 et 1987, et 1 800 m en 2002). L'allocation s'élève à 2 000 000 $.

## Palmarès
| Année | Hippodrome         | Vainqueur         | Pays        | Père               | Jockey             | Entraîneur             | Propriétaire                             | Deuxième          | Troisième         | Temps   |
| ----- | ------------------ | ----------------- | ----------- | ------------------ | ------------------ | ---------------------- | ---------------------------------------- | ----------------- | ----------------- | ------- |
| 2024  | Del Mar            | Citizen Bull      | États-Unis  | Into Mischief      | Martin Garcia      | Bob Baffert            | SF, Starlight, Madaket, Stonestreet & Co | Gaming            | Hill Road         | 1'43"07 |
| 2023  | Santa Anita Park   | Fierceness        | États-Unis  | City Light         | John Velazquez     | Todd Pletcher          | Repole Stable                            | Muth              | Locked            | 1'41"90 |
| 2022  | Keeneland          | Forte             | États-Unis  | Violence           | Irad Ortiz, Jr.    | Todd Pletcher          | Repole Stable & St. Elias Stables        | Cave Rock         | National Treasure | 1'43"06 |
| 2021  | Del Mar            | Corniche          | États-Unis  | Quality Road       | Mike E. Smith      | Bob Baffert            | Speedway Stables LLC                     | Pappacap          | Giant Game        | 1'42"50 |
| 2020  | Keeneland          | Essential Quality | États-Unis  | Tapit              | Luis Saez          | Brad Cox               | Godolphin                                | Hot Rod Charlie   | Keepmeinmind      | 1'42"09 |
| 2019  | Santa Anita Park   | Storm The Court   | États-Unis  | Court Vision       | Flavien Prat       | Peter Eurton           | Exline-Border Racing & Co                | Anneau d'Or       | Wrecking Crew     | 1'44"93 |
| 2018  | Churchill Downs    | Game Winner       | États-Unis  | Candy Ride         | Joel Rosario       | Bob Baffert            | Gary & Mary West                         | Knicks Go         | Signalman         | 1'43"67 |
| 2017  | Del Mar            | Good Magic        | États-Unis  | Curlin             | Jose Ortiz         | Chad Brown             | E Five Racing Th'Breds                   | Solomini          | Bolt Doro         | 1'43"34 |
| 2016  | Santa Anita Park   | Classic Empire    | États-Unis  | Pioneerof the Nile | Julien Leparoux    | Mark Casse             | John C. Oxley                            | Not This Time     | Practical Joke    | 1'42"60 |
| 2015  | Keeneland          | Nyquist           | États-Unis  | Uncle Mo           | Mario Gutierrez    | Doug O'Neill           | Reddam Racing Llc                        | Swipe             | Brody's Cause     | 1'43"79 |
| 2014  | Santa Anita Park   | Texas Red         | États-Unis  | Afleet Alex        | Kent Desormeaux    | Keith Desormeaux       | E.Brehm, W.Detmer & Co                   | Carpe Diem        | Upstart           | 1'44"91 |
| 2013  | Santa Anita Park   | New Year's Day    | États-Unis  | Street Cry         | Martin Garcia      | Bob Baffert            | Gary & Mary West                         | Havana            | Strong Mandate    | 1'43"52 |
| 2012  | Santa Anita Park   | Shanghai Bobby    | États-Unis  | Harlan's Holiday   | Rosie Napravnik    | Todd Pletcher          | Starlight Racing                         | He's Had Enough   | Capo Bastone      | 1'44"58 |
| 2011  | Churchill Downs    | Hansen            | États-Unis  | Tapit              | Ramon Dominguez    | Michael Maker          | Kendall Hansen                           | Union Rags        | Creative Cause    | 1'44"44 |
| 2010  | Churchill Downs    | Uncle Mo          | États-Unis  | Indian Charlie     | John Velasquez     | Todd Pletcher          | Repole Stable                            | Boys At Tosconova | Rogue Romance     | 1'42"60 |
| 2009  | Santa Anita Park   | Vale of York      | Royaume-Uni | Invincible Spirit  | Ahmed Ajtebi       | Saeed Bin Suroor       | Godolphin                                | Lookin At Lucky   | Noble's Promise   | 1'43"48 |
| 2008  | Santa Anita Park   | Midshipman        | États-Unis  | Unbridled's Song   | Garrett Gomez      | Bob Baffert            | Darley Stable                            | Square Eddie      | Street Hero       | 1'40"94 |
| 2007  | Monmouth Park      | War Pass          | États-Unis  | Cherokee Run       | Cornelio Velasquez | Nick Zito              | Robert V. LaPenta                        | Pyro              | Kodiak Kowboy     | 1'42"76 |
| 2006  | Churchill Downs    | Street Sense      | États-Unis  | Street Cry         | Calvin Borel       | Carl Nafzger           | James B. Tafel LLC                       | Circular Quay     | Great Hunter      | 1'42"59 |
| 2005  | Belmont Park       | Stevie Wonderboy  | États-Unis  | Stephen Got Even   | Garrett Gomez      | Doug O'Neill           | Merv Griffin                             | Henny Hughes      | First Samurai     | 1'41"64 |
| 2004  | Lone Star Park     | Wilko             | Royaume-Uni | Awesome Again      | Frankie Dettori    | Jeremy Noseda          | J. Paul Reddam                           | Afleet Alex       | Sun King          | 1'42"09 |
| 2003  | Santa Anita Park   | Action This Day   | États-Unis  | Kris S.            | David R. Flores    | Richard Mandella       | B. Wayne Hughes                          | Minister Eric     | Chapel Royal      | 1'43"62 |
| 2002  | Arlington Park     | Vindication       | États-Unis  | Seattle Slew       | Mike E. Smith      | Bob Baffert            | Padua Stables                            | Kafwain           | Hold That Tiger   | 1'49"61 |
| 2001  | Belmont Park       | Johannesburg      | Irlande     | Hennessy           | Michael Kinane     | Aidan O'Brien          | M.Tabor & S.Magnier                      | Repent            | Siphonic          | 1'42"27 |
| 2000  | Churchill Downs    | Macho Uno         | États-Unis  | Holy Bull          | Jerry Bailey       | Joseph Orseno          | Stronach Stables                         | Point Given       | Street Cry        | 1'42"05 |
| 1999  | Gulfstream Park    | Anees             | États-Unis  | Unbridled          | Gary L. Stevens    | Alex L. Hassinger, Jr. | Thoroughbred Corp.                       | Chief Seattle     | High Yield        | 1'42"29 |
| 1998  | Churchill Downs    | Answer Lively     | États-Unis  | Lively One         | Jerry Bailey       | Bobby Barnett          | John Franks                              | Aly's Alley       | Cat Thief         | 1'44"00 |
| 1997  | Hollywood Park     | Favorite Trick    | États-Unis  | Phone Trick        | Pat Day            | Patrick Byrne          | Joseph LaCombe                           | Dawsons Legacy    | Nationalore       | 1'41"47 |
| 1996  | Woodbine Racetrack | Boston Harbor     | États-Unis  | Capote             | Jerry Bailey       | D. Wayne Lukas         | Overbrook Farm                           | Acceptable        | Ordway            | 1'43"40 |
| 1995  | Belmont Park       | Unbridled's Song  | États-Unis  | Unbridled          | Mike E. Smith      | James T. Ryerson       | Paraneck Stable                          | Hennessy          | Editor's Note     | 1'41"60 |
| 1994  | Churchill Downs    | Timber Country    | États-Unis  | Woodman            | Pat Day            | D. Wayne Lukas         | Overbrook/Gainesway                      | Eltish            | Tejano Run        | 1'44"55 |
| 1993  | Santa Anita Park   | Brocco            | États-Unis  | Kris S.            | Gary Stevens       | Randy Winick           | Albert R. Broccoli                       | Blumin Affair     | Tabasco Cat       | 1'42"99 |
| 1992  | Gulfstream Park    | Gilded Time       | États-Unis  | Timeless Moment    | Chris McCarron     | Darrell Vienna         | Milch & Silverman                        | Itsalilknownfact  | River Special     | 1'43"43 |
| 1991  | Churchill Downs    | Arazi             | France      | Blushing Groom     | Pat Valenzuela     | François Boutin        | Allen E. Paulson                         | Bertrando         | Snappy Landing    | 1'44"78 |
| 1990  | Belmont Park       | Fly So Free       | États-Unis  | Time For A Change  | José Santos        | Scotty Schulhofer      | Tommy Valando                            | Take Me Out       | Lost Mountain     | 1'43"40 |
| 1989  | Gulfstream Park    | Rhythm            | États-Unis  | Mr. Prospector     | Craig Perret       | Shug McGaughey         | Ogden Mills Phipps                       | Grand Canyon      | Slavic            | 1'43"60 |
| 1988  | Churchill Downs    | Is It True        | États-Unis  | Raja Baba          | Laffit Pincay, Jr. | D. Wayne Lukas         | Eugene V. Klein                          | Easy Goer         | Tagel             | 1'46"60 |
| 1987  | Hollywood Park     | Success Express   | États-Unis  | Hold Your Peace    | José Santos        | D. Wayne Lukas         | Eugene V. Klein                          | Regal Classic     | Tejano            | 1'35"20 |
| 1986  | Santa Anita Park   | Capote            | États-Unis  | Seattle Slew       | Laffit Pincay, Jr. | D. Wayne Lukas         | Beal, French & E. Klein                  | Qualify           | Alysheba          | 1'43"80 |
| 1985  | Aqueduct Racetrack | Tasso             | États-Unis  | Fappiano           | Laffit Pincay, Jr. | Neil Drysdale          | Gerald Robins                            | Storm Cat         | Scat Dancer       | 1'36"20 |
| 1984  | Hollywood Park     | Chief's Crown     | États-Unis  | Danzig             | Don MacBeth        | Roger Laurin           | Star Crown Stable                        | Tanks Prospect    | Spend A Buck      | 1'36"20 |